# يزيد بن هارون
شَيْخُ الْإِسْلَامِ أَبُو خَالِدٍ يَزِيدُ بْنُ هَارُونَ بْنِ زَاذِي السُّلَمِيُّ (118 – 206هـ = 736 – 821م). هو يزيد بن هارون بن زاذي، أبو خالد الواسطي. شيخ الإسلام، الحافظ، محدث من تابعي التابعين.

## روايته للحديث
- سمع من عاصم الأحول ويحيى بن سعيد الأنصاري وسليمان بن طرخان التيمي وشعبة بن الحجاج، وحميد الطويل، وإسماعيل بن أبي خالد، وداود بن أبي هند دينار القشيري، ومحمد بن إسحاق، كهمس بن الحسن، ورقاء بن عمرو، والربيع بن مسلم، وعمرو بن محمد العمري، وأبي غسان محمد بن مطرف، وهشام الدستوائي وغيرهم.
- روى عنه: بقية بن الوليد ومات قبله، وآدم بن أبي إياس، وإسحاق بن راهويه، ويحيى بن معين، ابنا أبي شيبة، وبيان بن عمرو، والإمام أحمد وابن المديني وابن أبي شيبة، ومحمد بن سلام، وعمرو بن علي الفلاس، وأبو قدامة، ومطر بن الفضل، والحسين بن عيسى البسطامي، وأبي مسعود الرازي، وعباس الدوري، ومحمد بن أحمد بن أبي العوام، وأحمد بن عبد الرحمن السقطي وغيرهم.

## قالوا عنه
- قال أبو حاتم الرازي: «صدوق لا يُسئل عن مثله.»
- قال علي بن المديني: «هو من الثقات، وفي موضع آخر، ما رأيت أحفظ منه.»
- قال العجلي: «ثقة ثبت في الحديث، وكان متعبداً أحسن الصلاة جداً وكان يصلي الضحى ستة عشر ركعة، وكان قد عمى.»
- قال يحيى بن أبي طالب: «كان يقال: إن في مجلسه سبعين ألف رجل.»
- قال أحمد بن سنان: «ما رأيت عالما قط أحسن صلاة من يزيد بن هارون، يقوم كأنه أسطوانة.»
- قال الذهبي: «كان رأساً في العلم والعمل، ثقة حجة كبير الشأن، يقال إن أصله من بخارى، وكان متقناً عابداً آمراً بالمعروف ناهياً عن المنكر، رأساً في السُّـنَّة، وكان صاحب مزاح، إلا أنه كان يتأدب مع أحمد بن حنبل، فلا يظهر دعابة بحضوره.» وقال: «وقد كان يزيد رأسا في السنة معاديا للجهمية، منكرًا تأويلهم في مسألة الاستواء.»[3]